# 史密斯高地
史密斯高地（英語：Smith Heights）是南極洲的高地，位於奧次地，屬於達爾文山脈的一部分，由威靈頓維多利亞大學的探險隊繪入地圖，現時由南極條約體系管理。